# Lekrugeria nepalica
Lekrugeria nepalica is een insect uit de familie van de Berothidae, die tot de orde netvleugeligen (Neuroptera) behoort. 
Lekrugeria nepalica is voor het eerst wetenschappelijk beschreven door U. Aspöck & H. Aspöck in 1986.